# Harpactocrates
Genre
Harpactocrates est un genre d'araignées aranéomorphes de la famille des Dysderidae.

## Distribution
Les espèces de ce genre se rencontrent en Espagne, en France, en Italie, en Suisse et en Géorgie.

## Liste des espèces
Selon World Spider Catalog (version 20.5, 26/11/2019)
- Harpactocrates apennicola Simon, 1914
- Harpactocrates cazorlensis Ferrández, 1986
- Harpactocrates drassoides (Simon, 1882)
- Harpactocrates escuderoi Ferrández, 1986
- Harpactocrates globifer Ferrández, 1986
- Harpactocrates gredensis Ferrández, 1986
- Harpactocrates gurdus Simon, 1914
- Harpactocrates intermedius Dalmas, 1915
- Harpactocrates meridionalis Ferrández & Martin, 1986
- Harpactocrates radulifer Simon, 1914
- Harpactocrates ravastellus Simon, 1914
- Harpactocrates trialetiensis Mcheidze, 1997

## Publication originale
- Simon, 1914 : Les arachnides de France. Synopsis générale et catalogue des espèces françaises de l'ordre des Araneae, 1re partie. Paris, vol. 6, p. 1-308.